# اتکا به خود
اتکا به خود (انگلیسی: Self Reliance) یک فیلم کمدی دلهره‌آور آمریکایی محصول سال ۲۰۲۳ به نویسندگی، کارگردانی و بازی جیک جانسون در اولین تجربهٔ کارگردانی سینمایی بلند خود است. دیگر بازیگران آن آنا کندریک، ناتالی مورالس، مری هالند، امیلی همپشر، کریستوفر لوید و وین بردی هستند.
این فیلم در ۱۱ مارس ۲۰۲۳ در جشنواره جنوب از جنوب غربی به نمایش درآمد و در ۳ ژانویه ۲۰۲۴ اکران محدودی در آمریکا داشت. پخش اینترنتی این فیلم در ۱۲ ژانویه از طریق هولو آغاز شد.

## خلاصه داستان
در لس آنجلس، مردی سرخورده با شرکت در یک بازی تلویزیونی واقعیت در وب تاریک، دعوتنامه‌ای دریافت می‌کند تا یک میلیون دلار برنده شود. به مدت ۳۰ روز، او باید از شکارچیانی که قصد کشتن او را دارند گول بزند. او متوجه می‌شود که یک راه گریز در بازی وجود دارد - شکارچی‌ها فقط زمانی می‌توانند به او حمله کنند که او تنها باشد - بنابراین او سعی می‌کند دوستان، خانواده و غریبه‌ها را متقاعد کند که بازی واقعی است و آنها باید ۲۴ ساعته با او بمانند.

## بازیگران
- جیک جانسون
- آنا کندریک
- ناتالی مورالس
- مری هالند
- امیلی همپشر
- کریستوفر لوید
- وین بردی

## بازخورد منتقدان
در وبگاه جمع‌آوری نقد راتن تومیتوز، ٪۶۴ از ۱۴ بررسی منتقدان مثبت است، و میانگینِ امتیاز آن ۶/۱۰ است. این فیلم در متاکریتیک که از میانگین وزنی استفاده می‌کند، بر اساس نظر ۷ منتقدین امتیاز ۶۶ از ۱۰۰ را کسب کرده که نشان‌گر «نقدهای عموماً مطلوب» است.
پیتر دبروژ در ورایتی این فیلم را یک حکایت «مسخره و اغلب غافلگیرکننده» توصیف کرد.